# Harkány
Harkány (em croata:  Harkanj) é uma cidade da Hungria, situada no Condado de Baranya. Tem 25,69 km² de área e sua população em 2019 foi estimada em 4.632 habitantes.